# OPM3
OPM3는 Organizational Project Management Maturity Model 또는 OPM3®은 포트폴리오 관리, 프로그램 관리 및 프로젝트 관리를 통해 프로젝트를 통해 전략을 실행하는 능력을 평가하고 개발하기위한 세계적으로 인정 된 모범 사례 표준이다.

## 개요
본 표준은 프로젝트 관리 협회 (PMI)에 의해 출판된것이다. OPM3은 조직이 조직 프로젝트 관리 프로세스 및 관행을 이해하고 이러한 프로세스를 성공적으로, 일관되게, 그리고 예측 가능하게 수행할 수 있는 방법을 제공한다. OPM3은 조직이 성과 향상을 위해 따라야 할 로드맵을 개발하는 데 도움이된다. Second Edition (2008)은 ANSI (American National Standards Institute)에서 미국 국가 표준 (ANSI / PMI 08-004-2008)으로 인정 받았다. 제 3 판은 2013년에 출판되었다.

## 역사
1998년 PMI는 OPM3 프로그램이라는 조직을 조직하여 조직 프로젝트 관리 성숙도 모델을 개발하여 조직 프로젝트 관리 (OPM)의 글로벌 표준으로 삼았다. 개발하는 동안, 자원 봉사 팀의 일부는 27 개의 기존 모델을 분석하고 30,000 명의 실무자에게 반복적으로 설문 조사를 전개했다. 성숙 모델의 개념은 1986년부터 1993년까지 Carnegie Mellon University의 SEI (Software Engineering Institute)에서 개발한 소프트웨어 개발을 위한 Capability Maturity Model 또는 CMM을 통해 대중화되었다
OPM3 모델 검토 팀은 CMM 및 기타 모델을 검토하여 각 모델의 범위, 각 모델의 기능, 각 모델에 대한 평가를 수행하는 방법론, 각 모델의 구조 및 각 모델의 구현 절차를 이해한다. 분석에 따르면 기존 모델은 OPM (Organizational Project Management) 성숙도에 대해 많은 중요한 질문을 던지고 팀은 PMI의 후원을 통해 원래 모델 개발을 진행해야한다고 결론지었다.

## 표준화 내용
OPM3은 조직 프로젝트 관리 영역, 전략적 목표 달성과 연계 된 프로젝트, 프로그램 및 포트폴리오의 체계적 관리를 포괄한다. 조직 프로젝트 관리 도메인은 프로젝트 관리, 프로그램 관리 및 포트폴리오 관리이다. OPM3은 이러한 3 개의 도메인과 17 개의 카테고리에 할당 된 100 개가 넘는 조직화 인 에이 블러를 하나의 성숙도 모델로 고유하게 통합한다.
OPM3은 세 가지 상호 연관된(인터 로킹) 요소로 조직 프로젝트 관리 (OPM)를 가능하게하는 열쇠를 제공.
- 지식 - 수백 가지 조직 프로젝트 관리 (OPM) 모범 사례
- 평가 - 조직의 현재 역량을 평가하고 개선이 필요한 분야를 파악
- 개선 - 완성 된 평가를 사용하여 성과 개선 목표를 달성하는 데 필요한 단계를 계획.

## 같이 보기
- 프로젝트 관리 전문가
- 프로젝트 매니저
- 프로젝트 관리 연구소
- 프로젝트 관리 지식 체계
- 프로젝트 전문가 (영국)